# Aphra Behnová
Aphra Behnová (14. prosince 1640 Canterbury – 16. dubna 1689 Londýn) byla anglická dramatička, básnířka a překladatelka. Byla jednou z prvních anglických žen, která se živila výhradně literaturou.
Její původ je nejasný. Do dějin vstoupila jako špion Karla II. Stuarta v Antverpách a Amsterdamu během druhé anglicko-holandské války. Po návratu do Londýna a pravděpodobném krátkém pobytu ve vězení pro dlužníky začala psát dramata pro divadelní představení, pod pseudonymem Astrea. Ve hrách jako The Rover a The Roundheads podle moderní literární teorie kritizovala patriarchální společenský model z raně feministických pozic. Během bouřlivých politických časů boje o nástupnictví, zvaných Vylučovací krize (Exclusion Crisis), v nichž se přiklonila ke vznikajícím toryům, napsala scénku, která ji přivedla do právních potíží. Toto ji znemožnilo další práci pro divadla a tak se začala věnovat próze a překladům. K jejím nejznámějším prózám patří román Oroonoko. Jako věrná podporovatelka Stuartovců odmítla nabídku biskupa Gilberta Burneta, aby napsala uvítací báseň novému králi Vilému III. Oranžskému. Zemřela krátce poté.